# 长武县
长武县地处陕西省咸阳市西北部的陕甘交界处，是中国陕西省咸阳市所辖的一个县。距省城西安约190公里，是三秦通往大西北的咽喉关隘，素有“三秦屏障”、“秦陇门户”之称，被誉为“果乡煤城”。区域总面积为567平方公里，耕地面积45万亩，常住人口約15万人。

## 行政区划
长武县下辖1个街道办事处、7个镇：

昭仁街道、相公镇、巨家镇、丁家镇、洪家镇、亭口镇、彭公镇、枣园镇和地掌镇。

## 人口
2020年末，根據全國第七人口普查統計數據顯示：长武县常住人口为148404人。
2016年，全县人口为18万人。

## 交通
- 312国道过境。